# Kankelibranchus
Kankelibranchus is een geslacht van weekdieren uit de klasse van de Gastropoda (slakken).

## Soorten
- Kankelibranchus alhenae Ortea, Espinosa & Moro, 2009
- Kankelibranchus incognitus Ortea, Espinosa & Caballer, 2005